# Callan Mulvey

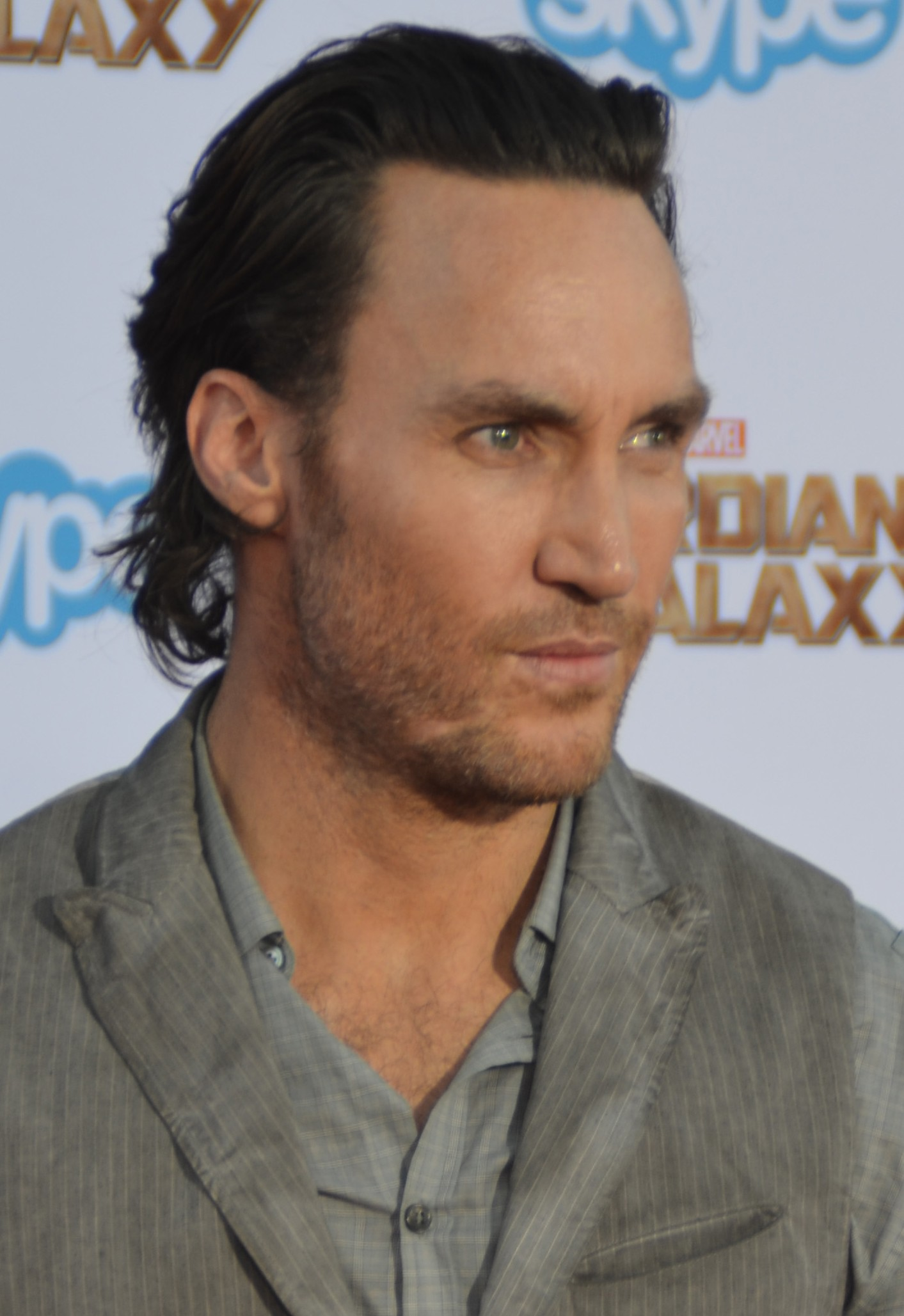
Callan Mulvey (2014)

Callan Mulvey (* 24. Februar 1975 in Auckland, Neuseeland als Callan Francis Mulvey) ist ein australischer Schauspieler.

## Leben
Callan Mulvey zog mit seiner Familie im Alter von acht Jahren von Neuseeland nach Sydney in Australien. Dort besuchte er zusammen mit seinen späteren Co-Stars Jon Pollard und Alle Brunning aus Heartbreak High die Balgowlah High School in New South Wales. 
Seine erste Rolle als Schauspieler war die Hauptrolle als Bogdan Drazic in der Australian Broadcasting Corporation (ABC)-Serie Heartbreak High, wo er von 1996 bis 1999 in über 110 Episoden auftrat. Darauf folgten Gastauftritte in den Fernsehserien All Saints, Pizza und Beastmaster – Herr der Wildnis.
Nachdem er die Dreharbeiten zum Film Thunderstruck beendet hatte, wurde Mulvey Silvester 2003 bei einem Autounfall so schwer verletzt, dass ihm Titanplatten in den Kopf implantiert werden mussten.
Von 2006 bis 2008 war er in der preisgekrönten australischen Seifenoper Home and Away als Johnny Cooper zu sehen. Während dieser Zeit hatte er zudem einige Gastauftritte in McLeods Töchter, Sea Patrol und Underbelly – Krieg der Unterwelt. Von 2010 bis 2011 war er in der australischen Polizeiserie Rush in der Rolle des Brendan „Josh“ Joshua zu sehen. 2011 spielte er im Film The Hunter neben Willem Dafoe, Sam Neill und Frances O’Connor mit. Im Jahr 2014 war er sowohl in 300: Rise of an Empire als auch in The Return of the First Avenger zu sehen.
Seit Dezember 2010 ist er mit Rachel Thomas verheiratet.

## Filmografie
- 1996–1999: Heartbreak High (Fernsehserie, 111 Episoden)
- 1999: All Saints (Fernsehserie, Episode 2x12)
- 2000: Pizza (Fernsehserie, 2 Episoden)
- 2001: Code Red: Weg ins Verderben (Code Red, Fernsehfilm)
- 2001: Beastmaster – Herr der Wildnis (BeastMaster, Fernsehserie, Episode 2x19)
- 2001: Head Start (Fernsehserie, 5 Episoden)
- 2001: The Finder (Fernsehfilm)
- 2004: Thunderstruck
- 2006–2008: Home and Away (Fernsehserie, 33 Episoden)
- 2007: McLeods Töchter (McLeod’s Daughters, Fernsehserie, 3 Episoden)
- 2007: Sea Patrol (Fernsehserie, Episode 1x11)
- 2008: Glass (Kurzfilm)
- 2008: Underbelly – Krieg der Unterwelt (Underbelly, Fernsehserie, 5 Episoden)
- 2008–2011: Rush (Fernsehserie, 70 Episoden)
- 2011: The Hunter
- 2012: Zero Dark Thirty
- 2014: 300: Rise of an Empire
- 2014: The Return of the First Avenger (Captain America: The Winter Soldier)
- 2014: Miss Meadows – Rache ist süß (Miss Meadows)
- 2014: Kill Me Three Times – Man stirbt nur dreimal (Kill Me Three Times)
- 2016: Batman v Superman: Dawn of Justice
- 2016: Power (Fernsehserie, 10 Episoden)
- 2016: Warcraft: The Beginning (Warcraft)
- 2017: Beyond Skyline
- 2018: Outlaw King
- 2019: Avengers: Endgame
- 2020: High Ground – Der Kopfgeldjäger (High Ground)
- 2020: Shadow in the Cloud
- 2020: Mystery Road – Verschwunden im Outback (Fernsehserie, 6 Episoden)
- 2020: Kinder des Zorns (Children of the Corn)
- 2020: Anti-Life – Tödliche Bedrohung (Breach)
- 2021: Till Death – Bis dass dein Tod uns scheidet (Till Death)
- 2022: The Gray Man
- 2025: Valiant One

## Auszeichnungen und Nominierungen
- Logie Award
  - Nominiert – Bester Newcomer – Heartbreak High (1998)
  - Nominiert – Bester Schauspieler in einer Dramaserie – Rush (2009)
  - Nominiert – Bester Schauspieler in einer Dramaserie – Rush (2011)

- AFI Award
  - Nominiert – Bester Schauspieler in einer Dramaserie – Rush (2008)